# La Croix-du-Perche
La Croix-du-Perche település Franciaországban, Eure-et-Loir megyében. Lakosainak száma 148 fő (2022. január 1.). La Croix-du-Perche Thiron-Gardais községgel határos.

## Népesség
A település népességének változása:
| Lakosok száma | 235  | 208  | 203  | 201  | 190  | 168  | 163  | 153  | 148  | 148  |
|               | 1968 | 1982 | 1990 | 2006 | 2013 | 2015 | 2017 | 2019 | 2020 | 2022 |